# پارک ملی کابو دگاتا-نیخار
پارک ملی کابو دگاتا-نیخار (به اسپانیایی: Cabo de Gata-Níjar) یک منطقهٔ حفاظت‌شده در اندلس، اسپانیا نزدیک شهر آلمریا است. این منطقه بزرگترین منطقه حفظ منابع آبی - خاکی اروپایی واقع در غرب دریای مدیترانه است و ۴۶۰ کیلومترمربع شامل شهر کاربونراس، رشته کوه سیرا د کبو د گاتا و ۱۲۰ کیلومتر مربع از دریا به عنوان منابع آبی را پوشش می‌دهد. این منطقه در اصل یک منطقهٔ آتشفشانی بوده و فضای دور قلهٔ کبو د گاتا را شامل می‌شده است.
این منطقه در سال ۲۰۱۰ به عنوان یکی از محل‌های دفن زباله‌های هسته‌ای پیشنهاد شد.